# Helluopapua
Helluopapua is een geslacht van kevers uit de familie van de loopkevers (Carabidae). De wetenschappelijke naam van het geslacht is voor het eerst geldig gepubliceerd in 1968 door Darlington.

## Soorten
Het geslacht Helluopapua omvat de volgende soorten:
- Helluopapua cheesmani Darlington, 1971
- Helluopapua toxopei Darlington, 1968